# Notre-Dame-de-la-Mer
Notre-Dame-de-la-Mer község Franciaország Île-de-France régiójában, Yvelines megyében. Új községként 2019. január 1-jén jött létre Jeufosse és Port-Villez egyesítésével. A korábbi községek egyesülésekor az új község lélekszáma 668 fő lett. Lakosainak száma 734 fő (2022. január 1.).

## Népesség
| Lakosok száma | 652  | 670  | 687  | 704  | 707  | 734  |
|               | 2017 | 2018 | 2019 | 2020 | 2021 | 2022 |